# Eudokija Laskarina Asanina
Eudokija Laskarina Asanina (Εὐδοξία Λασκαρίνα Ἀσανίνα; İznik, 1248. – Zaragoza, 1311.) bila je bizantska princeza. Znana je i kao Irena Laskarina.
Bila je kći bizantskog cara Teodora II. Laskarisa i carice Elene Asenine Bugarske te sestra Irene, carice Bugarske i cara Ivana IV. Laskarisa, kao i Marije, koja se udala za Nikifora I. Komnena Doukasa.
Dok je još bila djevojčica, Eudokija je obećana za ženu budućem kralju Petru III. Aragonskom. Nakon što su Paleolozi uzurpirali tron, Eudokija i Ana od Hohenstaufena su pobjegle iz Carigrada prema Siciliji, a na kraju su zatražile zaštitu Aragonije, kojom je vladao Jakov I.
28. srpnja 1261. Eudokija se u Carigradu – kamo se vratila – udala za grofa Vilima Petra I. od Ventimiglije. Bili su roditelji Ivana I. Laskarisa, Lukrecije, Beatrice, Vataçe Lascaris i Violante.
Eudokija je pobjegla u Aragoniju s Beatricom i Vataçom te je osnovala samostan svete Klare.